# Johann Joseph Berger von Siebenbrunn
Johann Joseph Berger von Siebenbrunn (* 7. Juli 1711 in Illschwang; † 4. Januar 1756 in München) war ein deutscher Mediziner und Hof- und Leibmedikus des Kurfürsten von Bayern.

## Leben
Johann Joseph Berger studierte Medizin und wurde 1735 in Ingolstadt promoviert.
Anschließend wurde er 1741 Hofmedikus in München und 1746 Landschaftsmedikus. 1747 wurde Berger zum Hof- und Leibmedikus des Kurfürsten von Bayern Maximilian III. Joseph berufen. Daneben wirkte Berger in München als Physicus der Provinzialstände.
Am 15. Januar 1748 wurde Johann Joseph Berger von Truchseß Graf von Zeil zum Edlen von Berger und Siebenbrunn geadelt. Die Nobilierung wurde am 4. Dezember 1753 vom Kurfürsten Maximilian III. Joseph bestätigt.
Am 4. Dezember 1752 wurde Johann Joseph Berger mit dem akademischen Beinamen Menekrates III. als Mitglied (Matrikel-Nr. 578) in die Leopoldina aufgenommen.